# 接中辞
接中辞（せっちゅうじ、英: infix）とは、接辞の一種で、語幹の中に割り込むもの。オーストロネシア語族の言語によく見られる。グロス表記では、角括弧（⟨xxx⟩）で表記される。

## 例

### オーストロネシア語族
- タガログ語で sulat は書くことを意味する名詞である。これに接中辞 ⟨-um-⟩ [1]を加えたsumulat は書くという意味の動詞である。
- 古代ジャワ語では接中辞 ⟨-a-⟩ を加えて未来形を表す。

### オーストロアジア語族
- クメール語では កើត kaət （生まれる）に対する កំណើត  k-ɑmn-aət （誕生・起源）のように接中辞を使って名詞を作る。ただし、現代では造語性は失われている。⟨-amn-⟩を加えて名詞を表す。

### 中国語
- 晋語のいくつかの方言で接中辞の ⟨-(ə)l-⟩が現れる（嵌L詞）。北京語でいう児化にあたるともいうが[2]、必ずしも名詞化するわけではない。

### アラビア語
- アラビア語の動詞で再帰形にあたる第八派生形は、نظر naẓara （見る）に対して انتظر ('i)n-t-aẓara （待つ）のように接中辞 ⟨-t-⟩ を使用する。なお 'i- は語頭の子音連結を避けるための音挿入(prothesis)。

### インド・ヨーロッパ語族
- ラテン語の linquō （残す）に対して liquī （残した）のように、現在語幹に接中辞 ⟨-n-⟩ があらわれる動詞がある。

### スー語族
- ラコタ語では人称接辞が接中辞としてあらわれることがある。wicasa （彼は男である）に対して wi-ma-casa （私は男である）[3]。